# Borna Kapusta
Borna Kapusta (Koprivnica, 24 luglio 1996) è un cestista croato.

## Carriera

### Nazionale
Con la Croazia under 18 ottenne un bronzo al FIBA EuroBasket 2014 di categoria tenutosi a Konya.
Con la Croazia under 19 ottenne un argento al FIBA World Championship 2015 di categoria tenutosi a Candia.

## Palmarès
- Coppa di Croazia: 1

Cibona Zagabria: 2023
- Coppa del Montenegro: 1

Studentski Centar: 2024
- Supercoppa ABA Liga: 1

Studentski Centar: 2023